# Kako je bila zelena moja dolina (1941.)
Kako je bila zelena moja dolina (eng. How Green Was My Valley) američki je film koji je 1941. godine režirao John Ford.
Film je producirao Darryl F. Zanuck, a scenarij je po istoimenom romanu Richarda Llewellyna napisao Philip Dunne. 
U filmu između ostalih glume i Walter Pidgeon, Maureen O'Hara, Anna Lee, Donald Crisp i Roddy McDowall.
Film prenosi priču o bliskoj i marljivoj velškoj obitelji Morgan koja se bavi rudarenjem ugljena. Radnja je smještena na kraj stoljeća te ilustrira socijalno-ekonomsku prolaznost i raspadanje obitelji. 

## Radnja
Film prikazuje pedesetogodišnji raspon velške obitelji Morgan koja se bavi rudarenjem ugljena. Događaji se u filmu prikazuju iz perspektive najmlađeg Morgana po imenu Huw (Roddy McDowall), odnosno radnju u filmu zapravo pripovijeda on.
Tijekom brojnih godina Morganovi se s mnogim stvarima hvataju u koštac ne bi li preživjeli: unionizacija, štrajkovi i zlostavljanje djece.
S vremenom njihov rodni grad i njegova kultura počinju propadati.

## Glavne uloge
- Walter Pidgeon kao g. Gruffydd
- Maureen O'Hara kao Angharad Morgan
- Anna Lee kao Bronwyn
- Donald Crisp kao Gwilym Morgan
- Roddy McDowall kao Huw Morgan
- John Loder kao Ianto Morgan
- Sara Allgood kao Beth Morgan
- Barry Fitzgerald kao Cyfartha
- Patric Knowles kao Ivor Morgan
- Morton Lowry kao g. Jonas
- Arthur Shields kao g. Parry
- Ann E. Todd kao Ceinwen
- Frederick Worlock kao dr. Richards
- Richard Fraser kao Davy Morgan

## Pozadina
Redatelj John Ford želio je snimati film u Walesu, svojem prirodnom okruženju, no zbog događaja u Europi, odnosno Drugog svjetskog rata njegova je želja bila neostvariva.
Umjesto toga Ford je na zemljištu filmskog studija Twentieth-Century Fox sagradio repliku rudarskog grada.

## Nagrade, nominacije i druga priznanja
Nagrade
- Nagrada NYFCC; najbolji režiser, John Ford; 1941.

- Oscar; najbolji sporedni glumac, Donald Crisp; najbolja crno-bijela umjetnička režija-dekoracija interijera, Richard Day, Nathan Juran i Thomas Little; najbolja crno-bijela kinematografija, Arthur C. Miller; najbolji režiser, John Ford; najbolji film, Darryl F. Zanuck; 1942.

- Srebrni Kondor (eng. Silver Condor); najbolji strani film, John Ford, SAD; 1943

Nominacije
- Oscar; najbolja sporedna glumica, Sara Allgood; najbolja filmska montaža, James B. Clark; najbolja glazba, obilježavanje dramskog filma, Alfred Newman; najbolji snimljeni zvuk, Edmund H. Hansen; najbolje napisani scenarij, Philip Dunne; 1942.

Druga priznanja
- Film je 1990. odabran za čuvanje u filmskom registru SAD-a

## Vanjske poveznice
- Kako je bila zelena moja dolina u internetskoj bazi filmova IMDb-a
- Kako je bila zelena moja dolina na Rotten Tomatoes.
- Kako je bila zelena moja dolina  Arhivirana inačica izvorne stranice od 17. svibnja 2008. (Wayback Machine) na Reel Classics.
- Kako je bila zelena moja dolina na Film Site web stranica; sadrži spoilere.